# Peter Lawford
Peter Lawford cujo nome verdadeiro era Peter Sydney Ernest Aylen (Londres, 7 de setembro de 1923 — Los Angeles, 24 de dezembro de 1984) foi um ator norte-americano, nascido na Inglaterra.

## Biografia
Aos sete anos fez sua primeira aparição no cinema em Poor Old Bill. Aos treze anos conhece Hollywood e consegue o papel de um dos seis garotos em Lord Jeff. Seu pai era oficial britânico e a família vivia em constantes viagens. Isso o afastaria de novas oportunidades no cinema e, com a chegada da Segunda Guerra Mundial, foi trabalhar como qualquer rapaz de classe média.
O fascínio pelo cinema o fez voltar a Hollywood em fins de 1940, onde. em 1942, participou de White Cliffs of Dover, da Metro. Contratado pelo estúdio, fez vários filmes de sucesso a partir de 1944. Ele se desligou da companhia em 1951 e foi fazer televisão.
Em 1954 casou com Patricia Kennedy Lawford, irmã do futuro presidente dos Estados Unidos, John Kennedy, com quem teve quatro filhos e de quem se divorciou em 1966. Lawford se casou novamente em 1971, com a dançarina Mary Rowan e, em 1976, com Deborah Gould. Patricia Seaton foi sua quarta esposa, e com ela se casou em julho de 1984 e viveu até a sua morte em dezembro do mesmo ano.
Atuou em mais de 60 filmes e morreu aos 61 anos, em consequência de uma insuficiência cardíaca.
Foi cremado e suas cinzas depositadas no Westwood Village Memorial Park Cemetery.

## Filmografia parcial
- 1983 - Where is Parsifal?
- 1981 - Body and Soul
- 1980 - Gypsy Angels
- 1979 - Angels' Brigade
- 1976 - Won Ton Ton, the Dog Who Saved Hollywood
- 1975 - Rosebud
- 1974 - The Phantom of Hollywood
- 1972 - They Only Kill Their Masters
- 1971 - Clay Pigeon
- 1970 - One More Time
- 1970 - Togetherness
- 1969 - The April fools
- 1969 - Hook, Line & Sinker
- 1968 - Salt and Pepper
- 1968 - Buona Sera, Mrs. Campbell
- 1968 - Skidoo
- 1967 - Geheimnisse in goldenen Nylons
- 1966 - A Man Called Adam
- 1966 - The Oscar
- 1965 - Harlow
- 1965 - Sylvia
- 1964 - Dead Ringer
- 1962 - The Longest Day
- 1962 - Advise & Consent
- 1963 - Sergeants 3
- 1960 - Pepe
- 1960 - Exodus
- 1960 - Ocean's Eleven
- 1959 - Never So Few
- 1954 - It Should Happen to You
- 1953 - Rogue's March
- 1952 - The Hour of 13
- 1952 - Kangaroo
- 1952 - Just This Once
- 1951 - Royal Wedding
- 1950 - Please Believe Me
- 1949 - The Red Danube
- 1949 - Little Women
- 1948 - Julia Misbehaves
- 1948 - Easter Parade
- 1948 - On an Island with You
- 1947 - Good News
- 1947 - It Happened in Brooklyn
- 1947 - My Brother Talks to Horses
- 1946 - Cluny Brown
- 1946 - Two Sisters from Boston
- 1946 - Ziegfeld Follies (voz)
- 1945 - Perfect Strangers
- 1945 - Son of Lassie
- 1945 - The Picture of Dorian Gray
- 1944 - Mrs. Parkington
- 1944 - The Canterville Ghost
- 1944 - The White Cliffs of Dover
- 1944 - The Adventures of Mark Twain
- 1943 - Immortal Sergeant (não creditado)